# Soma (droga)
O soma é a droga que os personagens do livro Admirável Mundo Novo de Aldous Huxley utilizavam a fim de que eles nunca ficassem tristes. O soma tem um efeito que causa felicidade.
Ela é referenciada na letra de "Soma", da banda de indie Rock The Strokes.
Aparece também referenciada em "5 and 20 Schoolgirls" dos Gong.
"Mother's in a coma
from drinking too much soma"